# Cladomyza dubia
Cladomyza dubia är en tvåhjärtbladig växtart som beskrevs av Hans Ulrich Stauffer. Cladomyza dubia ingår i släktet Cladomyza och familjen Amphorogynaceae. Inga underarter finns listade i Catalogue of Life.